# Francois Louw
Francois Louw (Ciudad del Cabo, 15 de junio de 1985) es un exjugador de rugby sudafricano que se desempeñaba en la posición de ala. Louw es el nieto de un internacional sudafricano anterior, Jan Pickard.

## Trayectoria deportiva
Representó a los Stormers en el Super Rugby, habiendo debutado en la temporada 2008. También jugó para Western Province en la Currie Cup. Louw fue parte del equipo de los Stormers que perdió en la final del Super 14 2010 frente a los Bulls. Después de la temporada de Super 14, Louw debutó con la selección de rugby de Sudáfrica contra Gales en el Millennium Stadium de Cardiff. Jugó todo el partido, que Sudáfrica acabó ganando 34–31. 
Debutó en el Torneo de las Tres Naciones 2010 en el mes de julio. Fue la primera vez que Louw experimentó la derrota como Springbok, cuando Nueva Zelanda les ganó 32–12. Louw ha sido uno de los mejores alas en el Western Cape en 2010 y 2011, siendo reconocido como "hombre del partido" en varios encuentros, y ayudando a los Stormers a tener una de las mejores defensas del Super 15.  
El 12 de julio de 2011 se anunció que Louw firmó para el club inglés Bath Rugby un contrato de tres años.
Seleccionado para participar con Sudáfrica en la Copa Mundial de Rugby de 2015, salió de titular en el primer partido de la fase de grupos, la histórica derrota 32-35 frente a Japón. Marcó el primer ensayo sudafricano, en la primera parte. Anotó dos ensayos en la aplastante victoria de su equipo sobre Estados Unidos 64-0.
Louw fue nombrado en el equipo de Sudáfrica para la Copa Mundial de Rugby de 2019. Sudáfrica ganó el torneo y derrotó a Inglaterra en la final.

#### Participaciones en Copas del Mundo
| Mundial                       | Sede          | Resultado        | PJ | Tries |
| ----------------------------- | ------------- | ---------------- | -- | ----- |
| Copa Mundial de Rugby de 2011 | Nueva Zelanda | Cuartos de final | 2  | 0     |
| Copa Mundial de Rugby de 2015 | Inglaterra    | Tercer puesto    | 7  | 3     |
| Copa Mundial de Rugby de 2019 | Japón         | Campeón          | 7  | 1     |

## Palmarés y distinciones notables
- Rugby Championship: Rugby Championship 2019[7]
- Copa Mundial de Rugby de 2019[8]